# 阿爾夫達爾
阿爾夫達爾（挪威語：Alvdal）是挪威的一個市镇，位於内陆郡，行政中心为阿爾夫達爾村。市镇面积为943平方公里，人口数量为2,424人（2018年），人口密度为每平方公里2.6人。